# Selbach (Dalriada)
Selbach (auch: Selbach mac Ferchar) († 730) war von 700 bis 723 König des iro-schottischen Reiches Dalriada.
Selbach war ein Sohn des früheren Königs Ferchar II., sein Bruder war Ainbcellach. Er folgte als König auf die kurze Regierung von Fiannamail. Seine eigene Regierungszeit betrug über zwei Jahrzehnte, ohne dass es zu bedeutenden Auseinandersetzungen mit den Nachbarn gekommen wäre. Sein Nachfolger wurde 723 Dungal.